# Carria fortipes
Carria fortipes är en stekelart som först beskrevs av Cameron 1898.  Carria fortipes ingår i släktet Carria och familjen brokparasitsteklar. Inga underarter finns listade.